# Ectropis holmi
Ectropis holmi là một loài bướm đêm trong họ Geometridae.